# Baré (Kamerun)
Baré (oder Bare) ist eine Gemeinde in der Region Littoral in Kamerun. Baré ist eine Gemeinde des Départements Moungo.

## Geografie
Die Gemeinde liegt nahe der Bezirkshauptstadt Nkongsamba.

## Verkehr
Baré liegt an der Fernstraße N5.